# Vlag van Berchem
De vlag van Berchem bestaat uit wit met drie verticale rode banen. Oorspronkelijk was deze vlag al in gebruik als de voormalige gemeentevlag, en werd in 2011 opnieuw in gebruik genomen als districtsvlag. De vlag is volledig gebaseerd op het wapen en ziet er dus helemaal hetzelfde uit.
Dit vlag is identiek aan de vlaggen van Keerbergen en die van Zomergem.

## Geschiedenis
De vlag werd oorspronkelijk door de gemeenteraad op 24 februari 1981 officieel vastgesteld als de officiële gemeentelijke vlag van de voormalige Antwerpse gemeente Berchem. Op 26 februari 1982 werd hij door het koninklijk besluit bevestigd en uiteindelijk gepubliceerd in het officiële Belgisch Staatsblad op 4 januari 1995, 12 jaar na het verdwijnen van de gemeente Berchem. Op 1 januari 1983 is Berchem opgegaan in de gemeente Antwerpen. De vlag is daardoor als gemeentevlag komen te vervallen.
Officieel wordt de vlag beschreven als:
Zeven even lange banen van wit en van rood.
De vlag werd op 31 maart 2011 door de districtsraad opnieuw aangenomen als de districtsvlag van de Antwerpse district Berchem. Op 15 maart 2012 werd hij door het Bestuur van Vlaanderen goedgekeurd, en op 6 april 2012 gepubliceerd in het Belgisch Staatsblad. Hierna werd de vlag pas op 15 december 2012 geregistreerd bij de Vlaamse Heraldische Raad.
Officieel wordt de vlag beschreven als:
Zeven even lange banen van wit en van rood.
De huidige vlag van het district is gelijk aan de voormalige gemeentelijke vlag uit 1981, ook gelijk aan het wapenschild van het voormalige gemeentewapen van Berchem.

### Afgekeurd vlagontwerp
Het eerdere ontwerp voor de vlag van de Antwerpse district Berchem, was met zeven verticale banen van wit en van rood, met slippen aan de vlucht. Dat wordt getoond in de editie van 5-6 februari 2011 van de Antwerpse populaire krant Gazet van Antwerpen. Hoewel de door de Districtsraad ontworpen vlag op geen enkel bezwaar stuitte, verzette de Vlaamse Heraldische Raad zich wel tegen Berchems idee van een wapen - simpelweg om de oude ongewijzigde vlag uit 1981 te behouden.

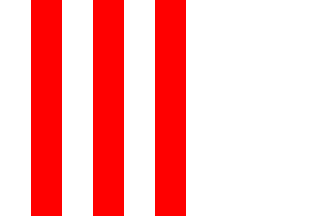
Afgekeurd vlagontwerp